# Jaych al-Islam
Pour les articles homonymes, voir Armée de l'islam.
Ne doit pas être confondu avec Armée de l'islam (Gaza).
Jaych al-Islam (arabe : جيش الإسلام, « L'Armée de l'islam ») — Liwa al-Islam (« La Brigade de l'islam ») jusqu'en 2013 et sa fusion avec plusieurs autres mouvements — est un groupe rebelle de la guerre civile syrienne, formé en 2011 et dissous en 2025.
De 2013 à 2018, il forme le groupe rebelle le plus puissant dans le gouvernorat de Rif Dimachq lors de la bataille de la Ghouta orientale. Il se fond ensuite dans l'Armée nationale syrienne. 

## Drapeaux et logos

Logo de Liwa al-Islam puis de Jaych al-Islam.
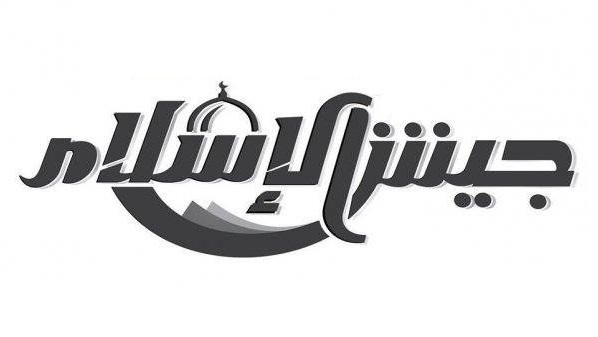
Logo de Jaych al-Islam.
Drapeau de Jaych al-Islam.
Drapeau de Jaych al-Islam (variante).

## Affiliations et alliances
L'organisation a rejeté l'adhésion à l'Armée syrienne libre,. En septembre 2012, elle rejoint le Front islamique de libération syrien, puis le Front islamique le 22 novembre 2013.
En septembre 2013, après avoir bénéficié de nombreux ralliements, le Liwa al-Islam se rebaptise Jaych al-Islam. Le groupe rassemble alors 43 factions (60 en 2016),. Il reçoit plusieurs millions de dollars de financement en armement et entraînement militaire par l'Arabie Saoudite.
Le 26 avril 2015, il fait partie des mouvements qui intègrent la chambre d'opérations Fatah Halab.
En octobre 2015, une nouvelle coalition baptisée Jund al-Malahim (les Soldats de l'aventure) est formée à Damas : elle regroupe le Front al-Nosra, Ahrar al-Cham et l'Union islamique Ajnad al-Cham, mais Jaych al-Islam refuse de l'intégrer.
Le 10 décembre 2015, le chef du groupe Mohamed Allouche est élu négociateur en chef du Haut Comité des négociations (HCN), aussi appelée « opposition de Riyad » en référence à sa formation dans la capitale saoudienne, représentant une alliance de groupes d'opposition aux discussions de paix de Genève. Il démissionne de sa fonction de négociateur en chef le 29 mai 2016.
Le 15 décembre 2016, Ansar al-Cham se rallie à Jaych al-Islam. Puis, le 7 février 2017, Ansar al-Cham se désolidarise du groupe et préfère rallier le Hayat Tahrir al-Cham,.
Le 25 janvier 2017, la branche de Jaych al-Islam à Idleb rallie Ahrar al-Cham.
Fin 2017, le groupe intègre l'Armée nationale syrienne.

## Idéologie

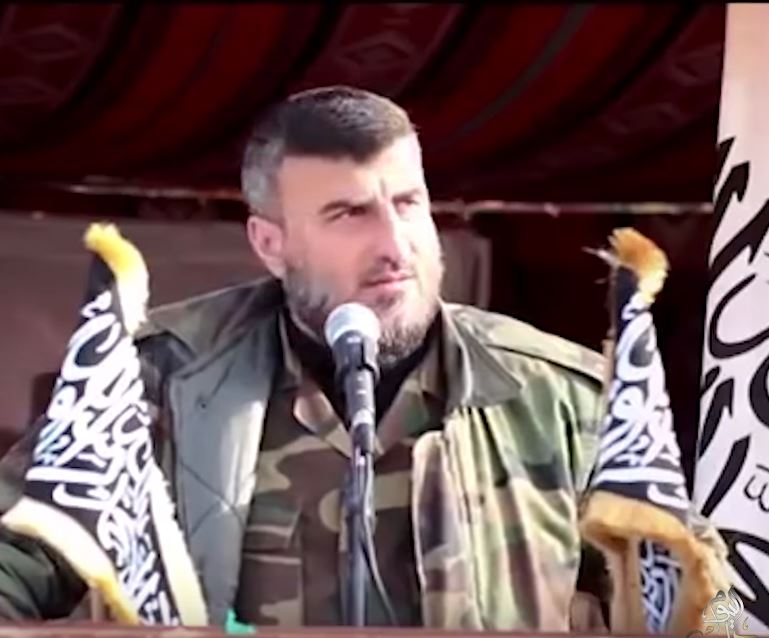
Zahran Allouche, le chef de Jaych al-Islam, le 29 avril 2015.

Pour la plupart des journalistes et observateurs du conflit syrien, Jaych al-Islam est essentiellement salafiste,,,, et nationaliste. Le groupe inclut aussi une tendance plus proche des Frères musulmans. Fortement lié à l'Arabie saoudite, Jaych al-Islam est antichiite,  anti-alaouite et très hostile à l'Iran, mais aussi à l'État islamique,. Selon le chercheur Ziad Majed, Jaych al-Islam « est une formation salafiste qui peut aller d'un extrémisme au regard du contrôle social, envers les femmes, jusqu'à un certain opportunisme utilitaire, notamment envers le régime, la bourgeoisie de Damas et l'Occident ». Le groupe prône l'instauration de la charia, mais contrairement aux djihadistes il s'oppose à toute action en dehors de la Syrie.
Le chercheur Romain Caillet nuance cependant l'idéologie de Jaych al-Islam, en estimant que les membres de ce groupe sont « proches du salafisme » mais qu'ayant communiqué en faveur « d'un état civil, pas religieux, pluraliste, on ne peut pas les dire salafistes comme ça », malgré le fait que le groupe entretienne un « double discours ». Joshua Landis, professeur à l'université d'Oklahoma et journaliste à Syria Comment, écrit au sujet de Zahran Allouche : « Il est apparu à la télévision libanaise disant qu’il n’était pas favorable à la démocratie et qu’il n’en voulait pas. Il voit la démocratie comme une importation européenne visant à tromper le peuple syrien et il pense que l’islam et la charia forment un système meilleur ».
Le chef de Jaych al-Islam, Zahran Allouche, tient initialement un discours sectaire : il appelle notamment à « nettoyer Damas de ces ordures de chiites et d’alaouites ». Au printemps 2015, il change cependant son discours, probablement pour des raisons tactiques, et se déclare favorable à un « gouvernement technocratique » respectueux de toutes les minorités.
D'après l'universitaire Fabrice Balanche, après son classement comme organisation terroriste par les États-Unis fin 2012, le Front al-Nosra « a créé de nouveaux groupuscules avec des fausses dénominations afin de capter les financements américains. Le groupe Jaych al-Islam (Armée de l'Islam) a par exemple été financé par les États-Unis avant que son affiliation avec Al-Qaïda ne soit démontrée ». Mais pour l'universitaire Thomas Pierret, au contraire, le Front al-Nosra et Jaych al-Islam « se détestent cordialement ». Selon Ziad Majed, universitaire et politologue : « L'Armée de l'islam coopère avec le Front al-Nosra, branche d'al-Qaëda en Syrie, tant que ce dernier n'est pas important dans la Ghouta. Mais il a liquidé tous les autres groupes rebelles qui pouvaient concurrencer son autorité dans cette région ». Pour Aron Lund, chercheur suédois à la Fondation Carnegie pour la paix internationale, les relations entre Jaych al-Islam et al-Nosra sont très mauvaises et des affrontements les opposent dans la Ghouta orientale en 2016. En 2017, après une intensification des combats avec l'ex-Front al-Nosra — Hayat Tahrir al-Cham — Jaych al-Islam annonce son intention de « mettre fin à la présence d'al-Qaïda dans la Ghouta ».

## Effectifs et organisation

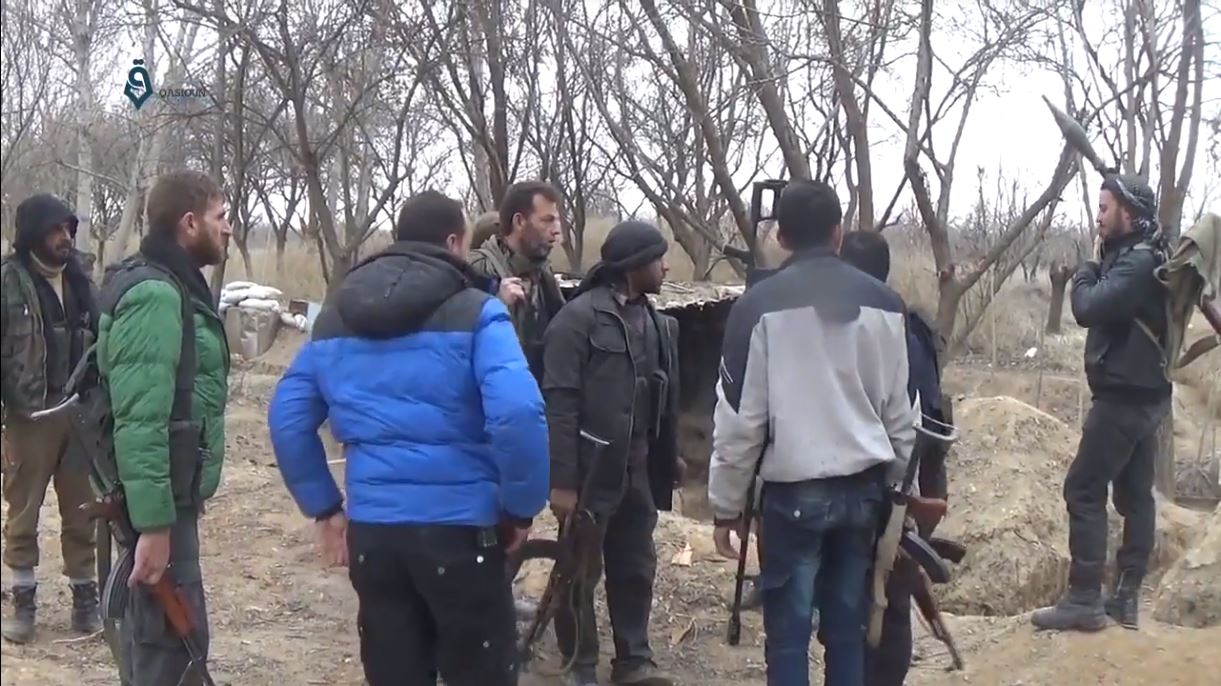
Des rebelles de Jaych al-Islam à al-Marj, dans la Ghouta orientale, le 13 février 2017.

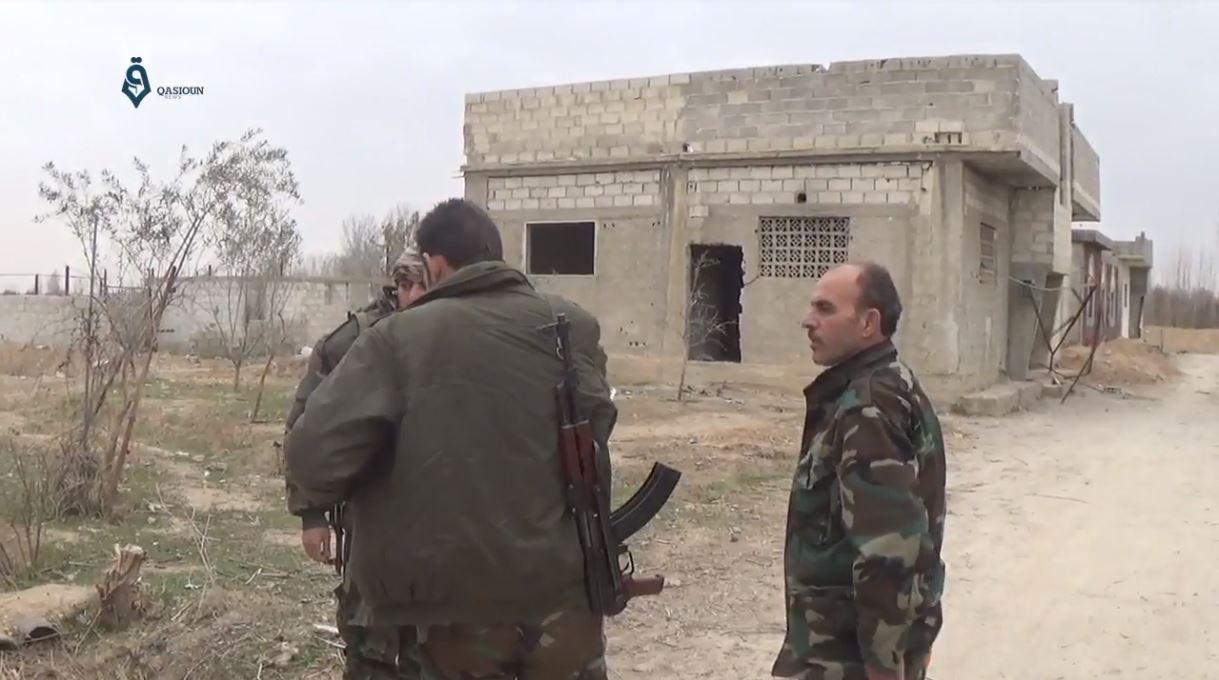
Des rebelles de Jaych al-Islam à al-Marj, dans la Ghouta orientale, le 13 février 2017.

Les effectifs du groupe sont estimés entre 9 000 et 25 000 combattants,,,,,. Fin 2015, le chercheur américain Charles Lister donne le chiffre de 12 500 combattants. Début 2017, les services de renseignement occidentaux estiment le nombre de combattants du mouvement entre 15 000 et 20 000. Début 2018, Le Monde chiffre ses effectifs à 10 000 hommes dans la Ghouta orientale.
Le fondateur de Jaych al-Islam est Zahran Allouche, également chef militaire du Front islamique. Il est tué le 25 décembre 2015 à Al-Marj dans un bombardement. Quelques heures plus tard, Jaych al-Islam annonce qu'Abou Hammam Bouyadani (en) prend la tête du groupe,. Cependant, selon Lina Kennouche, journaliste de L'Orient-Le Jour, Bouyadani, chef sans poigne ni charisme, n'exerce qu'une autorité de façade et laisse le champ libre au guide religieux Samir Ali Kaaka (aussi orthographié Kaakeh) pour s'imposer,.
Mohamed Allouche, membre du bureau politique de Jaych al-Islam et cousin de Zahran Allouche, est également le négociateur en chef choisi par le Haut comité des négociations (HCN) pour diriger la délégation de l’opposition à Genève en 2016, puis à Astana en 2017,,.
Majdi Mustafa Nameh, dit Islam Allouche, ex-capitaine de l'armée syrienne, est porte-parole du groupe jusqu'en juin 2017,,. Il est arrêté à Marseille, en France, le 29 janvier 2020 et est mis en examen et placé en détention provisoire le 31 janvier 2020 pour « actes de torture et complicité », « crimes de guerre » et « complicité de disparitions forcées »,,.

## Zones d'opérations
Le groupe est actif dans le gouvernorat de Rif Dimachq, région dans laquelle il forme la principale force rebelle qui affronte le régime syrien pendant la bataille de la Ghouta orientale,,,. Il contrôle la ville de Douma et la partie est de la poche de la Ghouta orientale. Il est également présent à Alep.

## Actions

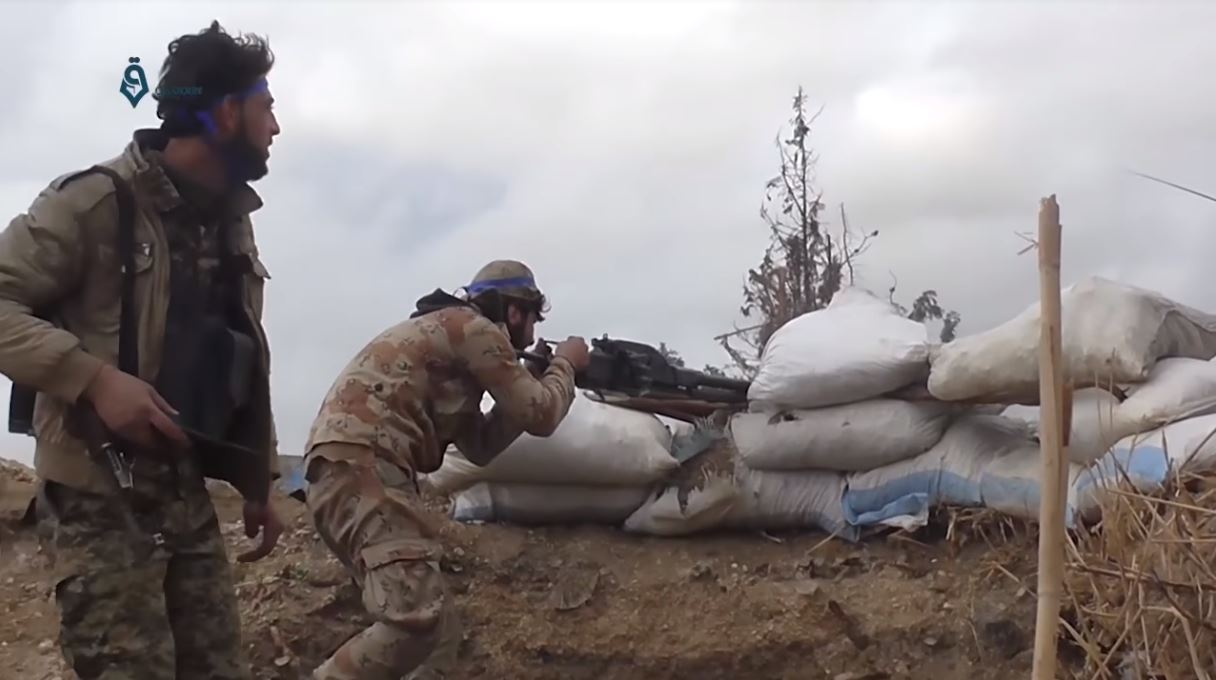
Des rebelles de Jaych al-Islam à Qasmya, dans la Ghouta orientale, le 30 janvier 2017.

Jaych al-Islam prend essentiellement part à la bataille de la Ghouta orientale. Il aurait conclu une alliance tactique avec l'Armée syrienne libre dans la région de Damas. Mais le 28 avril 2016, des affrontements éclatent dans la Ghouta orientale entre Jaych al-Islam et Faylaq al-Rahmane, la plus importante brigade de l'Armée syrienne libre de la région. Jaych al-Islam entre également en guerre avec Jaych al-Foustate, une alliance formée par le Front al-Nosra et le Liwa Fajr al-Umma. Du 28 avril au 17 mai 2016, les combats entre groupes rebelles font plus de 500 morts dans la Ghouta orientale. Jaych al-Islam tient l'est de la région, les autres groupes tiennent l'ouest. Le 25 mai, un cessez-le-feu est conclu entre les différentes factions rebelles. De nouveau combats meurtriers éclatent en avril 2017, mais en février 2018, face aux offensives du régime syrien, Jaych al-Islam et Faylaq al-Rahmane reprennent leur coopération. Le 8 avril 2018, vers la fin de la bataille de la Ghouta orientale, Jaych al-Islam capitule à Douma,,. Le groupe est chassé de la Ghouta et après la conclusion d'un accord avec le régime ses combattants sont transférés vers le nord-ouest de la Syrie.

## Soutiens et financement
Jaych al-Islam bénéficie d'un flot de donations récoltées dans les milieux salafistes des pays du Golfe par le père de Zahran Allouche, le chef du groupe. Ces aides permettent à Jaych al-Islam de s'imposer sur les autres groupes rebelles de la Ghouta.
Jaych al-Islam est soutenu essentiellement par l'Arabie saoudite,, mais il a aussi bénéficié d'aides du Qatar,. Des instructeurs du Pakistan seraient aussi utilisés pour aider à former le groupe. Il a notamment critiqué le Hamas et surtout son chef Khaled Mechaal pour ses liens avec l'Iran.

## Exactions
Selon Laure Stephan, journaliste au Monde : les hommes de Jaych al-Islam « ont imposé leur hégémonie d’une main de fer, n’hésitant pas à emprisonner ou à combattre leurs rivaux. Même si ce groupe jouit d’un ancrage local, sa popularité s’est érodée du fait de ses pratiques autoritaires (racket sur la gestion des tunnels, enrôlement forcé…) ».
Le groupe est notamment suspecté d'être responsable de l'enlèvement, 9 décembre 2013, et de la disparition depuis lors, de quatre militants des droits humains et opposants syriens, membres et fondateurs du VDC, Centre de documentation des violations en Syrie : l'avocate syrienne Razan Zaitouneh, son mari Wael Hamadeh, la militante des droits humains Samira al-Khalil, et l’avocat et poète Nazem Hammadi,.
Le 1er juillet 2015, le groupe Jaych al-Islam publie une vidéo intitulée « représailles des moudjahidine opprimés contre les rebelles kharidjites d'aujourd'hui » dans laquelle 18 hommes de l'État islamique (EI) sont exécutés par balle. Cette vidéo constitue une réponse à la vidéo « repentez-vous avant que l'on ne vous défasse », publiée le 26 juin 2015 et dans laquelle l'EI avait décapité 12 hommes de Jaych al-Islam et de Jabhat al-Nosra capturés près de Tell Dakwa (ceb). Les codes sont inversés : les prisonniers sont vêtus d'habits noirs tandis que les bourreaux sont vêtus des mêmes combinaisons orange dont sont vêtus les captifs de l'EI,.
Le 1er novembre 2015, en représailles à un bombardement loyaliste ayant fait la veille 70 morts et 550 blessés à Douma selon Médecins sans frontières, les hommes de Jaych al-Islam rassemblent plusieurs dizaines, voire plusieurs centaines de prisonniers — soldats du régime et civils, dont des femmes — et les dispersent dans des cages à Douma et dans plusieurs villages de la Ghouta orientale, afin de servir de boucliers humains contre les frappes aériennes du régime,.
Le 7 avril 2016, après des bombardements effectués le jour même par les rebelles contre Cheikh Maqsoud, tenu par les YPG à Alep, un porte-parole de Jaych al-Islam, Islam Allouche, admet l'usage d'armes « interdites » lors d'« d'affrontements avec des YPG pour le contrôle du quartier de Sheik Maksoud (...) un des leaders de Jaysh al-Islam d'Alep a utilisé des armes qui ne sont pas autorisées dans ce genre de confrontations, ce qui est constitutif d'une violation des règles internes du groupe Jaysh al-Islam ». Le lendemain, la Croix Rouge kurde accuse également Jaych al-Islam d'avoir effectué une attaque chimique à Cheikh Maqsoud et estime que les symptômes laissent penser à une utilisation du chlore,. Jaysh al-Islam a plus tard clarifié que l'usage d'armes « interdites » se référait à des « missiles Grad modifiés » et non pas à des armes chimiques,.
Selon des témoignages d'habitants, Jaych al-Islam a détourné à Alep en 2016 des colis d'aide humanitaire à son propre usage sans les distribuer aux civils.
Avec la chute de la Ghouta orientale, les détenus enfermés dans les prisons officielles ou clandestines tenues par les rebelles de Jaych Al-Islam sont libérés. Durant plusieurs années, le groupe salafiste y avait enfermé dissidents ou combattants de factions rivales ainsi que des prisonniers, assimilés au régime. Des militants de l'opposition ont alors dénoncé les méthodes d’intimidation de Jaych al-Islam et sa pratique de la torture. Des civils sont notamment détenus dans ces prisons, dont des femmes et des enfants enlevés en zone loyaliste, pour la plupart à Adra en novembre 2013,,. Selon l'Observatoire syrien des droits de l'homme (OSDH), 3 500 personnes étaient détenues par Jaych al-Islam début avril 2018.

## Communication
En février 2015, après d'intenses bombardements loyalistes qui ont fait au moins 120 morts parmi la population civile de la Ghouta orientale, des rebelles de Jaych al-Islam réalisent une mise en scène à Douma ; pour interpeller la communauté internationale et dénoncer les bombardements du régime contre les civils, des enfants tendant des pancartes et vêtus d'uniformes orange sont montrés enfermés dans une cage, près de laquelle est approchée une torche enflammée. Cette vidéo renvoie à l'exécution du pilote jordanien Mouath al-Kassaesbah, brûlé vif dans une cage par l'État islamique,.
Le 14 novembre 2015, Jaych al-Islam publie un communiqué avec 48 autres brigades rebelles dans lequel il condamne les attentats du 13 novembre à Paris,.

## Désignation comme organisation terroriste
Jaych al-Islam est classé comme organisation terroriste par la République arabe syrienne, la Russie,, l'Iran et l'Égypte.

## Justice
En janvier 2020, Madji Naameh, ancien cadre du groupe, sous le pseudonyme Islam Allouche, est arrêté en France. Il est suspecté d'être impliqué dans des exactions, dont l'enlèvement le 9 décembre 2013, des « Quatre de Douma », dont Razan Zaitouneh. Les familles des activistes, ainsi que deux autres Syriens, dont l'un aurait été torturé par Madj Naameh, avaient porté plainte en France, en s'appuyant sur le principe de compétence universelle. Trois ONG, dont le Centre syrien pour les médias et la liberté d’expression, fondé par Mazen Darwish, et la Fédération internationale des droits humains, se constituent partie civile. 
Le procès de Madji Nema s'ouvre le 29 avril 2025 devant la cour d'assises de Paris, où il sera jugé pour complicité de crime de guerre commis entre 2013 et 1016. 